# Lad (Somogy)
Lad est un village et une commune du comitat de Somogy en Hongrie.